# Стон (округ, Миссури)
Округ Стон (англ. Stone County) — округ штата Миссури, США. Население округа на 2009 год составляло 31 424 человека. Административный центр округа — город Галина.

## История
Округ Стон основан в 1851 году.

## География
Округ занимает площадь 1199,2 км².

## Демография
Согласно оценке Бюро переписи населения США, в округе Стон в 2009 году проживало 31 424 человека. Плотность населения составляла 26.2 человек на квадратный километр.